# Лосева, Евдокия Ивановна
Лосева Евдокия Ивановна (1880—1936), урождённая Чижова — живописец, ученица Валентина Серова, коллекционер, одна из организаторов Музея игрушки в 1931 году.

## Семья
Родилась в 1880 году в московской дворянской семье Чижовых.
Училась в школе живописи, ваяния и зодчества.
Вышла замуж за Михаила Лукича Лосева (1850—1912), выдающегося русского химика и военного инженера и родила от него трех детей: Нину (1899—1976), Сергея (1900—1980) и Марину (1901—1985).
Вплоть до 1918 года Лосевы жили в собственном доме на Зубовском бульваре, 8.
Гостями в их доме бывали К. Ф. Юон, Николай Ге, Александр Блок, Игорь Северянин, Г. И. Чулков, Николай Бердяев, Гершензон, Михаил Осипович, Владислав Ходасевич, Иванов, Вячеслав Иванович. В 1910-е годы была связана с общественно-политической жизнью, в 1917—1918 годы финансировала издание журнала «Народоправство».
Второй муж (с 1912 года) — Николай Дмитриевич Бартрам.

## Творчество
Училась у Константина Юона, брала уроки у Валентина Серова, который в 1903 году написал её известный портрет.
Её картины выставлялись на выставках «Московского салона» в 1915, 1916 и 1917 годах, после революции — на ряде крупных выставок в 1918, 1919 и 1921 годах.
Кисти Евдокии Ивановны Лосевой принадлежит единственный живописный портрет Николая Бартрама (1920-е годы).
Коллекционировала русскую живопись, часть из которой была передана ею в 1920-е годы в Русский музей.

## Музей игрушки
В 1912 году, после смерти первого мужа, вышла замуж за Николая Дмитриевича Бартрама, став на долгие годы его верной соратницей, изучая, сохраняя и развивая вместе с ним такое явление как «русская народная игрушка».
Евдокия Ивановна участвовала в организации Московского музея игрушки, открывшегося в 1918 году. Экспозиция сначала находилась в их четырёхкомнатной квартире на Смоленском бульваре и постепенно пополнялась игрушками и детскими предметами из национализированных усадеб. Бартраму удалось собрать внушительную коллекцию детских портретов XVIII—XIX веков.
В 1924 году Музею игрушки отдали особняк Хрущёвых-Селезнёвых на Кропоткинской, 12.
С открытия музея Е. И. Лосева была его научным сотрудником: проводила экскурсии, готовила путеводители.